# Patricio Contreras
Patricio Alejandro Contreras Pavez (Santiago de Chile, 15 de diciembre de 1947) es un actor de cine, teatro y televisión chileno, radicado desde la década de 1970 en Argentina, país donde desarrolló su carrera actoral.
Entre las series de televisión en las que trabajó, se cuenta Buscavidas, emitida entre 1984 y 1988 por Canal 13, con la que Contreras alcanzó la popularidad merced a su interpretación de un vendedor ambulante emigrado de Chile, llamado Ramón Salazar Rojas, y con la que afianzó una sociedad actoral con el actor Luis Brandoni, con quien compartiría cartel nuevamente en 1987 en la película Made in Argentina, de Juan José Jusid.

## Biografía
A los 16 años de edad solía asistir a talleres literarios, primero en la embajada de la República Democrática Alemana y luego en la calle Bulnes de Santiago de Chile, así como asistir a eventos culturales, como los realizados en la desaparecida Casa de la Luna Azul del barrio Lastarria.
Durante su juventud formó parte de la compañía de teatro Ictus, hasta que en 1975 decidió mudarse a Argentina, dejando la dictadura militar de Augusto Pinochet iniciada luego del golpe de Estado de 1973.
Entre 1981 y 2001 estuvo en pareja con la actriz argentina Leonor Manso. Tuvieron una hija llamada Paloma Contreras, nacida en 1982, quien es actriz.
En diciembre de 2014 tuvo la oportunidad de interpretar a Parra en la obra teatral Antilázaro de Alejandro Goic, pero debió rechazar la idea, dado que se encontraba preparando su montaje del año siguiente, Patricio Contreras dice Nicanor Parra.

## Influencias
Si bien Contreras es un admirador de la obra de Pablo Neruda, reconoce en Nicanor Parra una de sus principales influencias artísticas. Conoció su obra a los 16 años de edad, en los talleres literarios de la embajada de la RDA y de la calle Bulnes, y luego tuvo la oportunidad de verlo recitar en la desaparecida Casa de la Luna Azul del barrio Lastarria. De Parra destaca su humor, socarronería, irreverencia, ímpetu y uso de un lenguaje coloquial en su poesía. Una primera edición de Obra gruesa (1969) que le regaló Julio Jung en 1971 constituye lo que para él, en sus propias palabras, es su «Biblia» personal. En 1991, siendo ya un actor connotado en Argentina, visitó por primera vez, junto a José Manuel Salcedo (por entonces agregado cultural en Buenos Aires), a Nicanor Parra en su casa de La Reina. Más tarde volverían a verse primero en mayo de 2000, para la primera visita oficial del presidente Ricardo Lagos en Argentina, y luego en un almuerzo junto con Pablo Dittborn y Patricio Fernández en un restaurante de Las Cruces.

## Obra

### Filmografía
- 1976: No toquen a la nena
- 1976: ¿Qué es el otoño?
- 1978: La parte del león
- 1980: Crucero de placer
- 1981: De la misteriosa Buenos Aires
- 1983: No habrá más penas ni olvido
- 1984: Cuarteles de invierno
- 1985: La historia oficial
- 1986: Gerónima
- 1987: Made in Argentina
- 1988: Mestizo
- 1989: Gringo viejo
- 1991: La frontera
- 1991: Después de la tormenta
- 1991: La última siembra
- 1993: Tirano Banderas
- 1995: De amor y de sombra
- 1995: Fotos del alma
- 1995: El censor
- 1996: S.O.S. Gulubú
- 1996: Sotto voce
- 1996: Sin querer
- 1997: Asesinato a distancia
- 1998: La sonámbula, recuerdos del futuro
- 2000: Ekos (cortometraje)
- 2000: Invocación
- 2001: La fuga
- 2001: Ciudad del Sol
- 2001: Nocturno
- 2002: Nowhere
- 2003: Sexo con amor
- 2004: El seductor
- 2004: El vigilador
- 2004: Cachimba
- 2005: La película de Francisco
- 2005: Bienaventurada
- 2005: Che, la eterna mirada
- 2005: Papá se volvió loco
- 2007: Fiestapatria
- 2007: El salto de Christian
- 2007: Palabra por palabra
- 2007: Matar a todos
- 2011: Sal
- 2012: La Pasión de Michelangelo
- 2015: El tucho[1]
- 2016: Resurrección
- 2016: Mecánica popular
- 2017: Niñas araña (dir. Guillermo Helo)
- 2018: Calzones rotos
- 2018: Dry Martina
- 2019: Pacto de fuga
- 2025: Una muerte silenciosa

### Televisión
- 1984-1987: Buscavidas
- 1984: Santa Bárbara
- 1994: Para toda la vida
- 1998: Bajamar, la costa del silencio
- 2000: Ilusiones (El Trece)
- 2002: Ciudad de pobres corazones (América)
- 2004: Tiempo final (TVN)
- 2004: Locas de Amor (El Trece)
- 2005-2008: Mujeres asesinas (El Trece)
  - Episodio: "Emilia Basil, cocinera" (primera temporada)
  - Episodio: "Ramona, justiciera" (segunda temporada)
  - Episodio: "Mara, alucinada" (segunda temporada)
  - Episodio: "Dolores, poseída" (cuarta temporada)
  - Episodio: "Azucena, vengadora" (cuarta temporada)
- 2008: Vidas robadas (Telefe)
- 2011: El elegido (Telefe)
- 2011: Víndica (América TV)
- 2013: Historias de diván (Telefe)
- 2014: Modern Family (Chile) (Mega)
- 2018: Si yo fuera rico (Mega)
- 2019: Apache, la vida de Carlos Tévez (Netflix)
- 2020: Los Carcamales
- 2021-2022: La 1-5/18 (Canal 13)

### Teatro

#### Como actor
- 2016: Yiya, el musical (dir. Ricky Pashkus)
- 2015: Tribu (dir. Claudio Tolcachir)[1]
- 2015: Patricio Contreras dice Nicanor Parra (dir. Alejandro Tantanián)[1]
- 2009: Telémaco o el padre ausente
- 2007: Aniquilados
- 2000: Ifigenia en Aulide
- 1999: Luces de bohemia
- 1998: Seis personajes en busca de un autor
- 1996: Esperando a Godot
- 1994: El patio de atrás
- 1992: Tirano Banderas
- 1991: Medida por medida
- 1989: Aryentinos
- 1986-1987: Made in Lanús
- 1983-1985: Muerte accidental de un anarquista
- 1982: Prohibido no pisar las nubes
- 1982: Canciones para mirar
- 1982: La mala sangre
- 1981: La cortina de Abalorios
- 1981: La señorita de Tacna
- 1980: El hombre elefante
- 1980: La mujer silenciosa
- La bolsa de agua caliente
- Punk
- Ella
- La granada
- Seis personajes en busca de autor
- Por strindberg
- Visita
- La isla desierta

#### Como director
- 2008: Déjala sangrar
- 2008: Haikus
- 2006: El manjar

## Premios y reconocimientos
- 1984: Premio Platea al mejor actor de reparto por La historia oficial.
- 1984: Premio Cóndor de Plata al mejor actor de reparto por La historia oficial.
- 1985: Premio Estrella de Mar, actor protagónico de la obra teatral "Muerte accidental de un anarquista".
- 1985: Premio José María Vilches, mejor actor por la obra teatral "Muerte accidental de un anarquista".
- 1987: Premio Coral del Festival Internacional de cine de La Habana al mejor actor protagónico por "Made in Argentina".
- 1987: Premio Platea al mejor actor protagónico por "Made in Argentina".
- 1988: Premio Martín Fierro, mejor actor por "Buscavidas".
- 1991: Premio Catalina de oro del Festival de Cartagena, Actor protagónico del film "La frontera".
- 1991: Premio Konex por Actor de comedia en cine y teatro, Diploma al Mérito.
- 1992: Premio Especial del Jurado en la Muestra de San Remo, por "La última siembra".
- 1992: Premio Cóndor de Plata al mejor actor protagónico por "La última siembra".
- 1992: Premio Cóndor de Plata al mejor actor de reparto por "Después de la tormenta".
- 1993: Orden al Mérito Cultural "Gabriela Mistral" en el grado de Caballero por el Gobierno de Chile.
- 1995: Premio Estrella de Mar, actor protagónico de la obra teatral "El patio de atrás".
- 1996: Premio ACE, actor protagónico de la obra teatral "Esperando a Godot".
- 1996: Premio Estrella de Mar, actor protagónico de la obra teatral "Esperando a Godot".
- 2001: Premio Konex por Actor de teatro, Diploma al Mérito.